# 無声両唇ふるえ音
無声両唇ふるえ音（むせい りょうしん ふるえおん、英: Voiceless bilabial trill）は、子音の一種であり、一部の音声言語で使用される。この音を表わす国際音声記号は ⟨ʙ̥⟩。
この音は類型的に極めて稀である。パラー・アララ語やサーク語といった言語に存在する。
ほんのわずかな言語が音素的に有声両唇ふるえ音と無声両唇ふるえ音を対比する。例えば、コンゴのマングベツ語やバヌアツのニンデ語がある。
また、非常に稀な無声歯茎両唇的ふるえ破擦音 [t̪͡ʙ̥]（Everett & Kernでは ⟨tᵖ̃⟩ と表記）も存在し、ピダハン語、チャパキュラ語族のワリ語とオロ・ウィン語のいくつかの単語から報告されている。この音は、アブハズ語とウビフ語において唇音化した無声歯茎閉鎖音 /tʷ/ の異音としても見られるが、それらの言語では二重調音閉鎖音 [t͡p] として実現されることのほうが多い。チャパキュラ語族では、[tʙ̥] はほぼ例外なく [o] や [y] といった円唇母音の前で報告される。

## 特徴
両唇ふるえ音の特徴:
- 調音方法はふるえであり、これは調音器官が振動するようにその上に空気を向かわせることによって生み出されることを意味する。
- 調音部位は両唇であり、これは上下の唇を使って調音されることを意味する。
- 発声は無声であり、これは声帯の振動を伴わずに生み出されることを意味する。いくつかの言語では、声帯が積極的に分離しているため、常に無声である。他の言語では声帯が緩んでいるため、隣接する音の影響により有声化することがある。
- 口音であり、これは空気が口だけから抜けることができることを意味する。
- この音は舌の上の空気の流れで生み出されないため、中線-側面の二分法は適用されない。
- 気流機構は肺臓的であり、これは、ほとんどの音と同様に、肺と横隔膜だけで空気を押すことによって調音されることを意味する。

## 存在
| 言語             | 言語             | 単語        | IPA         | 意味           | 注記          |
| ---------------- | ---------------- | ----------- | ----------- | -------------- | ------------- |
| パラー・アララ語 | パラー・アララ語 | [ʙ̥utakeni]  | [ʙ̥utakeni]  | '小さく丸い畑' |               |
| コム語           | コム語           | [ʙ̥ɨmɨ]      | [ʙ̥ɨmɨ]      | '信じる'       |               |
| リンガラク語     | リンガラク語     | [naɣaᵐʙ̥]    | [naɣaᵐʙ̥]    | '火, 薪'       |               |
| パラー・アララ語 | パラー・アララ語 | [ʙ̥uta]      | [ʙ̥uta]      | '投げ捨てる'   |               |
| サーク語         | サーク語         | fritt       | [ʙ̥rɪt]      | '作物'         |               |
| ウビフ語         | ウビフ語         | [t͡ʙ̥aχəbza]  | [t͡ʙ̥aχəbza]  | 'ウビフ語'     | /tʷ/ の異音。 |
| ワリ語           | ワリ語           | [t͡ʙ̥ot͡ʙ̥oweʔ] | [t͡ʙ̥ot͡ʙ̥oweʔ] | 'ニワトリ'     |               |